# Rincon Beach Park
Rincon Beach Park ist ein Strand südöstlich der Stadt Carpinteria in Kalifornien. Der Strandabschnitt erfreut sich bei Surfern großer Beliebtheit.

## Geographie
Der Rincon Beach Park liegt auf halber Strecke zwischen Santa Barbara und Ventura an der Westküste der Vereinigten Staaten. Der Park gehört zum Stadtgebiet von Carpinteria. Im Norden und Osten begrenzt der U.S. Highway 101 den Park, im Westen das Naturschutzgebiet Carpinteria Bluffs Natural Reserve und ein Golf Center. Im Süden ragt eine Landspitze mit einem Wohngebiet in das Meer. Am Rande des Parks liegt ein Gewerbegebiet mit mehreren Restaurants. Zwischen dem Park und seinem Strand liegt ein steiler Hang. Am Rande des Rincon verläuft die Eisenbahnlinie des Pacific Surfliner.

## Etymologie
Der Name stammt aus dem Spanischen und bedeutet „Ecke“. Er beschreibt die Gestaltung der Küste, die wie eine große Kurve aussieht.

## Nutzung
Der Strand des Parks ist bei Surfern sehr beliebt. Oft kann man 150 bis 200 Surfer gleichzeitig bei Rincon finden. Beliebt ist der Strand vor allem wegen seiner großen Wellen die meistens im Winter und bei Ebbe auf die Küste treffen. Manchmal sind die Wellen groß genug, so dass Surfer bis zu 275 m auf ihnen reiten können. Der Rincon Strand besteht aus drei Surf Bereichen, die sich Cove, Indicator und Rivermouth nennen. Das Buch 100 Best Surf Spots in the World hat Rincon den Rang 24 verliehen. Rincon ist manchmal wegen Wasserverschmutzung geschlossen, da im Norden mehrere Einleiter und ein Fluss münden.
Der Park wird außerdem als Naherholungsgebiet genutzt. Neben kostenlosen Parkplätzen bietet das Gelände einen großen Picknickplatz mit überdachten Bänken und einem Grillplatz.